# 地域医療機能推進機構仙台南病院
地域医療機能推進機構仙台南病院（ちいきいりょうきのうすいしんきこうせんだいみなみびょういん）は、独立行政法人地域医療機能推進機構が宮城県仙台市太白区中田町に設置する病院。通称JCHO仙台南病院（ジェイコーせんだいみなみびょういん）。

## 診療科
（この節の出典）
- 内科・消化器科
- 泌尿器科
- 外科
- 放射線科
- 整形外科
- リハビリテーション科
- 循環器科
- 特殊外来（ストーマ外来・栄養サポート外来）

## 医療機関の指定・認定
（下表の出典）
| 保険医療機関 | 原子爆弾被害者一般疾病医療取扱医療機関 |
| 労災保険指定医療機関 | 原子爆弾被害者医療指定医療機関         |
| 身体障害者福祉法指定医の配置されている医療機関 | 臨床研修病院                           |
| 生活保護法指定医療機関(中国残留邦人等の円滑な帰 国の促進並びに永住帰国した中国残留邦人等及び特定 配偶者の自立の支援に関する法律（平成６年法律第30 号）に基づく指定医療機関を含む。) | 肝疾患診療連携拠点病院                 |
| 医療保護施設(中国残留邦人等の円滑な帰国の促進並び に永住帰国した中国残留邦人等及び特定配偶者の自立 の支援に関する法律に基づく医療保護施設を含む。)                                  | 特定疾患治療研究事業委託医療機関       |
| 結核指定医療機関 | 在宅療養後方支援病院                   |
| 戦傷病者特別援護法指定医療機関 | DPC対象病院                            |